# Шмотов, Борис Леонтьевич
 Борис Леонтьевич Шмотов  (7 ноября 1923 — 13 августа 1944) — командир роты 412-го стрелкового полка (1-я стрелковая дивизия, 70-я армия, 1-й Белорусский фронт). Герой Советского Союза.

## Биография
Родился 7 ноября 1923 года в селе Рызлей в крестьянской семье. После окончания 7 классов работал продавцом в сельпо. Член ВЛКСМ.
В 1941 году призван в РККА Николаевским РВК Ульяновской области. В том же году окончил Объединённые офицерские курсы. С декабря 1941 года воевал на Западном, Калининском и 1-м Белорусском фронтах.
За отличия в боях за высоту 215.0 северо-западнее деревни Стежково Калининской области в январе 1944 года и в наступательных боях за переправу в районе хутора Выдреницы Седлищенского района Волынской области 30 марта — 2 апреля 1944 года командир взвода Шмотов был награждён медалью «За отвагу» и орденом Отечественной войны 2-й степени.
Командир 3-й стрелковой роты 1-го стрелкового батальона 412-го стрелкового полка старший лейтенант Шмотов отличился 9—10 августа 1944 года в боях на территории Польши — за населённый пункт Натолин и высоту 181,8 (северо-восточнее деревни Натолин). 9 августа 1944 года гитлеровцы из дивизии СС «Мёртвая голова» упорно обороняли деревню Натолин. Старший лейтенант Шмотов личным примером увлекал за собой на штурм каждого очага сопротивления. Шёл жаркий бой с 16.00. В 23.00 командир роты Шмотов решил штурмом овладеть узлом сопротивления противника, обороняющегося в трёх домиках. Шмотов стремительным броском ворвался во двор, гранатами уничтожил поочередно две огневые точки противника. Личным боевым мастерством он помог продвижению пехоты. В 24.00 рота Шмотова полностью овладела деревней Натолин. 10 августа 1944 года первый стрелковый батальон получил задачу овладеть высотой 181.8. Противник наблюдал все подступы к данной высоте и вёл смертельный пулемётный огонь. Старший лейтенант Шмотов после сигнала «вперёд» ползком добрался до пулемётной точки противника, из автомата расстрелял расчёт и дал сигнал «в атаку». Преследуя с боями отступающего противника, 13 августа 1944 года на подступах к деревне Сулеюв подразделение Шмотова встретило организованную систему огня противника. Подтянув свои силы, вся 1-я Брестская дивизия перешла в наступление. Враг сосредоточил весь огонь на двигавшееся впереди подразделение Шмотова. Не растерявшись, командир роты личным примером увлёк своё подразделение вперёд, выйдя из-под обстрела, ворвался в расположение противника и гранатой уничтожил огневую точку противника. Нарушив систему огня противника, часть перебив и часть рассеяв, Шмотов со своим подразделением ворвался в деревню. В этом бою старший лейтенант Шмотов погиб. Похоронен на площади в деревне Рувня (Польша).
Указом Президиума Верховного Совета СССР от 24 марта 1945 года за образцовое выполнение боевых заданий командования на фронте борьбы с немецкими захватчиками и проявленные при этом отвагу и геройство старшему лейтенанту Шмотову Борису Леонтьевичу присвоено звание Героя Советского Союза с вручением ордена Ленина и медали «Золотая Звезда» (посмертно).

## Награды
- Медаль «Золотая Звезда» (24.03.1945)[4];
- орден Ленина (24.03.1945);
- орден Отечественной войны 2-й степени (03.06.1944)[3];
- медаль «За отвагу» (25.01.1944)[2].